# 萬華茶藝館嚴重特殊傳染性肺炎群聚衍生感染事件
2021年4月下旬，臺灣北部多地發生嚴重特殊傳染性肺炎群聚傳染，隨後擴散至臺灣各地。此為臺灣發生嚴重特殊傳染性肺炎疫情以來最嚴重的社區感染衍生事件。
2021年5月13日，發現宜蘭縣羅東鎮、新北市蘆洲區與臺北市萬華區群聚案病毒基因定序與華航諾富特群聚事件相同，都是SARS-CoV-2的變種B.1.1.7譜系。中央流行疫情指揮中心研判各群聚案間可能相關，但尚無找出其中連結接觸者。
2021年5月14日，依據中央流行疫情指揮中心公布的案例圖，共計確診64例個案（宜蘭遊藝場群聚9例、蘆洲獅子會群聚25例、萬華茶藝館相關23例、7例感染源尚待調查）。隨著確診病例數不斷迅速增加且迅速擴散至各縣市，5月19日中央流行疫情指揮中心宣布台湾進入第三級防疫警戒。5月26日，原訂三級警戒期限至5月28日解封，因應臺灣本土疫情日益嚴峻，為降低群聚感染風險，同日首度發布警戒時間延長至6月14日止。6月7日，疫情指揮中心再度發布，因應本土疫情持續嚴峻，台湾疫情警戒第三級管制延長至6月28日止。6月23日，疫情指揮中心三度延遲全臺疫情警戒第三級至7月12日止。7月8日，疫情指揮中心四度延遲全臺疫情警戒第三級至26日止。但亦自13日起適度鬆綁部分管制措施。7月23日，經考量國內疫情及參酌他國防疫調整經驗，與各地方政府溝通結果，發布自7月27日至8月9日疫情警戒標準調降至第二級（但須視疫情調整）。後續至2021年12月31日繼續維持二級警戒。
2021年8月13日，指揮中心以4圖定調3+11是群聚、非破口，3個月無法確認諾富特與萬華事件的關聯。 「經過3個半月的廣泛調查，並未找到與社區相關連結事證，但也希望相關越少越好，而諾富特旅館群聚則「病毒應該是國外來的」，但房務部員工等傳染關係難以釐清，只能說這段期間諾富特內員工、居住者都有人染疫。」、「昨日聲稱「3+11」制度不是破口，引發外界批評聲浪，就有網友質疑「難道萬華疫情爆發是有蟲洞丟病毒進去？」有媒體詢問此看法，陳時中表示，當時事件剛到一段落時，無法斷言一定沒有關聯，尤其是基因定序有些相同，短時間內無法與社會沒有連結，但經過3個多月的廣泛疫調及採檢後，發現跟案例都沒有連結才會說是單獨事件。有媒體追問，是否可定調華航諾富特與本土疫情沒有直接關聯？陳時中回應，「沒有辦法斷言，我只能提出相關情況，至少沒有證據顯示有關聯」。」

## 背景
2020年4月，臺北市議員與媒體表示萬華近400家的茶室、茶藝館（另戲稱：阿公店），空間狹小卻擠滿小姐和顧客，飛沫傳染新冠肺炎之可能性大增，室內1.5公尺的社交距離形同虛設，大家卻未掛戴口罩，缺少管制恐怕會成為防疫的大破口。
2020年5月，亦有民眾向臺北市政府衛生局陳情檢舉萬華區茶室包廂空間擁擠未保持安全社交距離，若不嚴查恐造成防疫破口。北市衛生局僅回覆對若有不符防疫措施者進行輔導限期改善，處理完成，遭質疑忽視吹哨者提醒，導致疫情破口。由於當地周邊100公尺範圍內有仁濟醫院，依法（《臺北市舞廳舞場酒家酒吧及特種咖啡茶室管理自治條例》）不得設置舞廳舞場酒家酒吧及特種咖啡茶室，但北市府卻長年未積極取締營業項目與登記不符之業者。
雖然此群聚案中之（案1424）其發病日雖可溯及至2021年4月23日（實際感染時間當再往前推，被認為可能與華航及諾富特之違規群聚案是平行發展的兩條脈絡），不過後來指揮中心醫療應變組副組長羅一鈞說，病毒基因定序顯示，華航諾富特事件有17例感染序列相同的最主要英國變異株，新北某獅子會群聚案11例、萬華茶藝館群聚案5例、宜蘭遊藝場1例，均感染該株英國變異株。。但5月11日出現7例的本土染疫案例，其（案1203）卻是為最先確診之標的對象，標誌「萬華茶室」爆發傳染性肺炎之警戒狀態的提升。
2021年5月，新北市議員葉元之揭露：「諾富特只提供二館讓檢疫客人入住，沒想到半年前開始房間不夠用，竟然偷偷開放一館讓檢疫客入住，造成防疫破口！飯店方面沒有回應！」，對此指揮中心陳時中表示：「防疫旅館可以和一般旅館可混用，但是要分層、電梯要獨立，沒落實將按規定處分！」，並且表示「他應該那時候要跟我們通報啊，那我們會再去問一下那個情形。」對此，新北市議員葉元之說：「我覺得陳時中去罵員工也太奇怪了吧，這個是這個到底是誰的責任，這個是陳時中的責任吧，所以陳時中真的不用甩鍋啦。」。而對此爆料，桃園市觀光旅遊局長楊勝評說，目前沒有接獲該件檢舉案。
5月8日，桃園市衛生局以諾富特飯店未申請作為防疫旅館，卻擅將其部份樓層作為航空公司機組員之檢疫旅宿，且曾有與一般民眾同層混住之情形，衛生局依違規時程逐日計罰，共裁處新臺幣126萬6,000元罰鍰。
5月13日，中央流行疫情指揮中心指揮官陳時中表示起因是由於「人與人的連結」而染疫，從而造成這場傳染性肺炎之防疫破口。台北市長柯文哲亦於同日下令萬華分局所列管172家的茶藝館兼飲酒店（阿公店、清茶店），即日起全面停業3天，待消毒完畢，方可再申請復業，並在通過檢查後，才可開始重新營業。。
5月17日，張上淳指出以基因定序分析判斷，確診的個案皆為相同病毒株序列，推測為同一條傳播鏈分別在不同地點被測出，應該是台灣社區一個大群聚事件，而非多個平行傳播鏈。，從目前資料來看，目前都是同一個病毒序列，合理推測是同一條傳播鏈，只是在不同地點被偵測到；如果更往源頭去看，確診人員的來往都有相關，所以不能說是三條平行傳播鏈。
5月23日，陳時中表示基因定序看起來一致並非說跟華航事件有關，仍要查清楚才能確定跟誰有關。
6月16日，陳時中表示這波本土疫情大多是英國變種病毒株。
5月21日，監察院監委林國明鑒於本土疫情爆發後，針對萬華茶藝館長期實際從事有女陪侍之飲酒店營業項目與登記之飲食店業不符，市府相關主管機關卻未積極取締長期違法經營「阿公店」，促其成為防疫破口，主動申請監察之自動調查 （页面存档备份，存于）。
2021年8月13日指揮中心以4圖定調3+11是群聚、非破口,3個月找嘸諾富特與萬華關聯(如上述),之所以與一開始指明與諾富特機師群聚有關聯後來又稱沒有,乃是因為諾富特房務經理(案例1120)自4月17日就陸續出現咳嗽、流鼻水、食慾不振及呼吸喘等症狀。在於4月19～26日間多次至診所就醫，因症狀未改善，4月27日至醫院就醫，經診斷有肺炎情形，收治住院隔離並採檢，於29日確診。 而期間需定期接受篩檢者，僅有機師這一職業，並不包含任何其他職業或行業，檢疫旅館工作人員(案例1120)自然也非被要求定期篩檢的對象,而其從發病迄被一般診所送篩檢後確診，期間超過11天,每日並以大眾交通工具往返於北部住家及桃園諾富特飯店之間  所以究係房務人員在諾富特內被傳染或再傳染給館內的機師,或在社區被傳染後再傳回諾富特飯店,就證據而言,無法說明。
指揮中心專家黃立民於2021年4月28日接受採訪時，即案例1120公佈的前一天．即「呼籲指揮中心不只要採檢機師，應該比照上次部立桃園醫院擴大採檢方式，與華航有業務往來的外包商、清潔工等也都不該漏掉，環境相關接觸者都應一併驗血清，才能知道感染規模。」、「從血清初步結果顯示病毒存在台灣很久，一直沒有消失，因為印尼籍機師在澳洲採檢時才發現確診，因此這次並非第一波感染。黃立民指出，這次華航機師感染很大部分應該是本土感染，只有少數是境外接觸病毒，且有好幾個感染源頭。但因為沒有全面調查血清，中間又有斷點，才會難以查到感染源。」

## 影響
- 5月26日，更新資訊參考：全國疫情警戒第三級實施時間持續延長，全臺各級學校、公私立幼兒園，含（各類安親班、補習班、兒童課後照顧中心）都必須停課。且原定5月28日解封期限，延期改至6月14日止。

#### 停課
- 基隆市：
  - 5月17日，基隆市長林右昌同日上午宣布，全市高中及國中三年級學生（18日起停止上課，在家學習、遠距教學）[35]。

- 臺北市：
  - 5月14日，校區位於雙北區域之馬偕醫護管理專科學校校長，於校區官網發布「給家長的一封信」，證實三芝校區具COVID-19確診個案，依規定自15日起至5月29日止，全校停課2週，30日恢復運作 [36]。
  - 5月16日，臺北市長柯文哲記者會宣布，雙北地區之國三、高三學生17日起開始停課。萬華警戒區內的老松、龍山、雙園、螢橋國小等4校，自17日起至5月23日止，停課一週。 [37]。
  - 5月17日，臺北市萬華區光仁小學附設幼兒園一名美術老師確診，校方16日晚間公告「小學、幼兒園自17日起停課兩週」[38]。早上10時30分，臺北市長柯文哲宣布自5月18日至5月28日止，臺北市全境高中職以下（含公私立高中職、國中小、幼兒園、補習班、安親班、課後照顧中心、托嬰中心）全面停課[39][40]。

- 新北市：
  - 5月15日，校區位於新北市、宜蘭縣區域之耕莘健康管理專科學校校長，於校區官網發布自5月15日至23日啟動遠距教學處理[41]。
  - 5月16日，新北市長侯友宜宣布，17日起，國中、高中三年級學生可「在家不到校」，改採遠端學習，學校教師可依需求異地上課或線上授課。因應臺灣藝術大學1名學生同日確診通知，學校防疫核心小組已於14日決議（自5月17日至6月8日止，共計3週），全校課程採全面實施線上教學；依據課程性質(如展演、實作課程)可調整授課方式或延後上課，須於6月30日前補課完成。後續依疫情狀況將做滾動式修正[42]。
  - 5月17日，約早上11時，新北市長侯友宜宣布5月18日至5月28日，新北巿各公私立高中職、國中小、幼兒園、補習班及課後照顧中心實施「停課不停學」，學生在家防疫不到校[43][44]。

- 桃園市：
  - 5月13日，因地區國小6年級學童家人確診，為提升防疫措施。校方宣布（自14日至30日止）以停課2週處理。
  - 5月16日，因桃園市民日前攜2名年歲為國中、國小大的小孩，至萬華地區訪友，致3人確診。相關2名學生就讀學校聞訊，即分別於同日傍晚、晚間緊急發布公告表示（17日起停課至30日止，共計2週）。

- 新竹縣：
  - 5月16日，同日公布地區3案例確診，其中2名確診者是私立幼兒園的幼兒，此2所私幼17日起停課14天。

- 苗栗縣：
  - 5月16日，苗栗市大倫國中經查證，其校9年級學生於5月14日曾搭乘自強號自臺北上車，與台南確診者共處於同班車同節車廂內，已轉列居家隔離對象。校方依規定發出停課通知，其就讀班級將（自17日至30日停課14天），關於補課部分將另行通知。

- 臺中市：
  - 5月16日，臺中市政府表示，據同日晚最新疫調進度，西屯區重慶國小1名六年級學生確診，教育局即迅速函告重慶國小後續停課處理（自17日起至31日止，共計2週）免至校上課（以視訊教學處理），後續視疫情調整不排除延長之可能性，此生為臺中市此波疫情第3位確診個案，該校也為臺中市首家停課之校區。

- 彰化縣：
  - 5月16日，衛生局資料公布，同日新增13例中，有2例為彰泰國中同班同學。為維護其校園師生健康、安全，縣政府晚間緊急宣布，其校全校師生17日起起停課2週。

- 嘉義縣：
  - 5月16日，市府教育處長林立生表示，地區各國中、小及市立體育場室內場館因應二級警戒（自16日起）不開放外借，原則上家長與訪客不得進入校園。如有進入校園必要，應嚴格落實佩戴口罩及實聯制登記。關於學生學習方面，教育處設置「防疫在家數位學習資源」專區，提供各年級線上學習。不會因停課而中斷學習。

- 臺南市：
  - 5月16日，臺南市長黃偉哲晚間宣布，17日起，高三與國三畢業班學生暫不全面停課，若有個別需求，經家長同意得以請假方式不到校上課。

- 宜蘭縣：
  - 5月16日，宜蘭縣長林姿妙宣布，縣屬各校國3及高3學生17日起可不到校上課，改採線上教學，縣府啟動居家、異地辦公。縣府800名員工將縮降至500人。擴大及彈性上、下班，全面暫停縣內所有公祭儀式至28日。

##### 學生返鄉潮
- 5月15日，雙北市本土防疫警戒層級自第二級提升至第三級，已淪為本土疫情重災區域。雙北近40萬名大學生（含一般大學生與科大生約37萬人），其家鄉處在外縣市的學生，更陷入是否返鄉避難的抉擇困擾中[45]。
- 5月18日，不少家住臺中之學子近日陸續返鄉，臺中市長盧秀燕估北地的大專院校學生中應約有1/10或2/10回到中部（因北部大學幾近停課、改為線上教學模式）[46]。

##### 停辦畢業典禮
- 5月24日，教育部發函給各高級中等以下學校，示意「疫情仍嚴峻」，務請各高級中等以下學校、幼兒園之畢業典禮配合停辦；若必須辦理畢業典禮，請以線上方式處置，避免不必要移動、活動或集會[47]。

##### 全面停課及管制週期延長
- 6月7日，教育部因應疫情，全臺實施（疫情警戒三級）時間延長至6月28日，為降低群聚感染風險，維護學校師生健康及學習權益及考量學期完整性，再次宣布，「全臺各級學校及公私立幼兒園109學年度第2學期停止到校（園）上課之期間，延長至7月2日止(高中以下學校休業式)」，學生改採居家線上學習；兒童課後照顧服務中心、補習班等各類教育機構亦請所有學生停止前往，留在家中學習。學校實施線上教學方式。[48]。

#### 交通運能
臺中市：
- 臺中捷運（綠線）：
  - 5月13日（週四），受本土疫情影響，中捷綠線同日運量為18,948人次（較前一週同期〈25,012人次〉下滑約24.52％）[49]。14日（週五），中捷綠線同日運量為24,085人次[50]。15日（週六），中捷綠線同日運量為12,849人次。16日（週日），中捷綠線同日運量為 7,721人次（為4月25日正式營運以來最低人次）[51]。

- 連江縣：
  - 南北竿海運－「福澳往大坵」及「北竿橋仔往大坵」政府補貼航班，17日公告（自18日起至5月28日止）停航，再視疫情決定是否復航[52]。

#### 地區活動改制、延期或取消
- 財政部：
  - 5月15日，因應臺灣本土疫情嚴峻，財政部同日宣布，設於臺北市、新北市、基隆市、桃園市及宜蘭縣轄內之國稅局單位，停止對外提供所得稅報稅臨櫃服務，以此配合雙北市（自5月15日起至5月28日）提升疫情警戒至第三級規定之影響[53]。

- 最高法院：
  - 原訂5月21日（週五）下午3時開庭的最高法院民事第3庭，進行準備程序。但選定人人數眾多，且多為住桃園（RCA及湯姆笙工殤－更審上訴案）的老年人，因此決定（週五）庭期取消，待疫情緩和後再安排開庭[54]。

#### 全臺休閒娛樂場所與其他商家暫時停業處理
- 嘉義縣：
  - 5月15日，嘉義縣政府防疫警戒升至準三級，連續兩日出動警力配合相關單位加強稽查，全縣224家相關業者依規定暫停營業。少許業者尚具營業事實，經勸導已停業[55]。

- 基隆市：
  - 5月17日，基隆市長林右昌同日（而廟口夜市管委會則是在16日就已宣布）表示，基隆廟口夜市：自17日晚上6點起停業至5月23日下午4點（管委會：為配合政府防疫、清潔環境及消毒，廟口夜市將自17日起，自主停業一周，預計24日下午恢復正常營業）[56]。

- 連江縣：
  - 5月18日，東引民宿業者響應無條件全額退費應對退房潮後，因應疫情加劇，經大家開會討論達成共識，並連署公告，自18日起至6月8日自主性暫時停業[57]。

#### 景區短暫封閉
- 基隆市：
  - 5月14日，基隆嶼14日起封島一個月，預計6月15日重新開放[58]。
- 新竹縣：
  - 5月16日，司馬庫斯部落自主停業至6月8日[59]。
  - 五峰鄉（地區平均海拔： 1,282 米），透過以（封山、關閉觀光區、露營區）之方式，避免因遊客亂入造成防疫破口[60]。
- 苗栗縣：
  - 南鄉（地區平均海拔： 865 米），地區透過以（封山、關閉觀光區、露營區）之方式，避免因遊客亂入造成防疫破口。例：南庄鄉鹿場部落17日晚會議決議（5月19日到6月8日）「封山」。
- 南投縣：
  - 5月16日，南投縣府宣布「雙龍瀑布」、「七彩吊橋園區」休園至23日。
- 屏東縣：
  - 5月16日，屏東縣琉球鄉（小琉球）近八成旅、宿、餐飲業者發起自主性停業，退訂租房至6月8日止，以保護琉球鄉。
  - 屏東縣山區部落（短暫封山）請遊客暫時別來，「疫情減緩後再來相見」。例：屏東縣永久屋禮納里部落（含三地門鄉大社村、霧台鄉好茶村與瑪家鄉瑪家村），村內住宿、餐飲都暫停營業到6月8日。
- 台東縣：
  - 5月17日，布農族利稻部落（號稱嘉明湖守護者）同日晚間召開部落會議及決議，嘉明湖、戒茂斯和栗松溫泉即日起封山[61]。
  - 5月16日，綠島百分之八十民宿、觀光飯店及餐飲業者主動不接遊客，並連署鄉公所要求「封島」處理。蘭嶼鄉部分業者主動退訂，醞釀封島。至18日止，蘭嶼鄉決議「不封島、但暫停收受旅客」處理[62]。
- 澎湖縣：
  - 5月16日，澎湖縣長賴峰偉憂心疫情延燒至離島，16日防疫會議，呼籲縣內旅宿業者暫停收受新訂單，以減少澎湖染疫風險及降低跨區移動，減少疫情傳播機率。

#### 捐血者血清抗體研究調查
8月23日，為加強監測及防堵Delta變異株肆意氾濫，疾病管制署開始進行捐血者血清抗體（陽性盛行率）之研究調查計畫，用於防治政策之參考依據與評估捐輸血者之傳播風險。於全臺各捐血中心血清存檔樣本，隨機抽取（4月25日至7月3日）共計5,000件（檢測SARS-CoV-2病毒抗核蛋白及棘蛋白抗體）。

## 外部連結
- 臺灣疫情報告/ COVID-19全球疫情地圖 （页面存档备份，存于）衛福部疾管署/國家高速網路與計算中心
- 最新公告 （页面存档备份，存于）基隆市政府
- 防疫訊息/最新消息/臺北市嚴重特殊傳染性肺炎(COVID-19)專區 （页面存档备份，存于）臺北市政府衛生局
- 市政新聞/市府消息 （页面存档备份，存于）新北市政府，焦點新聞/最新消息 （页面存档备份，存于）新北市政府衛生局
- 市政新聞/公告訊息 （页面存档备份，存于）桃園市政府，最新消息/訊息公告 （页面存档备份，存于）桃園市政府衛生局
- 縣府新聞/訊息中心 （页面存档备份，存于）新竹縣政府，最新消息/訊息公告 （页面存档备份，存于）新竹縣政府衛生局
- 防疫資訊專區 （页面存档备份，存于）新竹市政府
- 縣府新聞/縣府消息 （页面存档备份，存于）苗栗縣政府，新聞稿/最新消息 （页面存档备份，存于）苗栗縣政府衛生局
- 市政新聞/熱門公告 （页面存档备份，存于）臺中市政府，最新消息/公告訊息 （页面存档备份，存于）臺中市政府衛生局
- 熱門消息 （页面存档备份，存于）南投縣政府
- 重點要聞/新聞訊息/訊息中心 （页面存档备份，存于）彰化縣政府，最新消息/新聞專區 （页面存档备份，存于）彰化縣政府衛生局
- 縣府新聞/消息與公告 （页面存档备份，存于）雲林縣政府
- 縣府新聞/縣府訊息 （页面存档备份，存于）嘉義縣政府，新聞稿區/最新消息 （页面存档备份，存于）嘉義縣政府衛生局
- 市府新聞/市府動態 （页面存档备份，存于）臺南市政府，嚴重特殊傳染性肺炎COVID-19專區 （页面存档备份，存于）臺南市政府衛生局
- 最新消息/嚴重特殊傳染性肺炎專區 （页面存档备份，存于）高雄市政府，最新消息 （页面存档备份，存于）高雄市政府衛生局
- 最新消息/最新動態 （页面存档备份，存于）屏東縣政府，新聞公告 （页面存档备份，存于）屏東縣政府衛生局
- 縣政新聞 （页面存档备份，存于）宜蘭縣政府
- 最新消息/公告園地 （页面存档备份，存于）花蓮縣政府，新冠肺炎專區 （页面存档备份，存于）花蓮縣政府衛生局
- 縣政新聞 （页面存档备份，存于）臺東縣政府，衛生新聞 （页面存档备份，存于）臺東縣政府衛生局
- 公所公告/最新消息 （页面存档备份，存于）台東縣蘭嶼鄉公所，
- 訊息中心 （页面存档备份，存于）澎湖縣政府，最新消息/公布欄 （页面存档备份，存于）澎湖縣政府衛生局
- 新聞櫥窗/縣政資訊 （页面存档备份，存于）馬祖連江縣政府，最新消息 （页面存档备份，存于）馬祖連江縣政府衛生局